# Cree

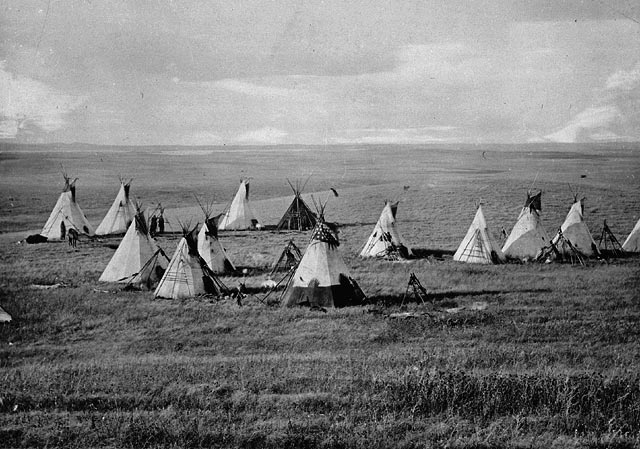
Ett creeläger i närheten av Vermilion, Alberta, september 1871.

Cree är en av Nordamerikas ursprungsbefolkningar. De är bosatta mellan Klippiga bergen och Atlanten i både Kanada och USA. De utgör idag den största gruppen First Nations i Kanada (indianer, kallas även Native Americans, "Inhemska amerikaner" i USA). Deras språk, cree, är ett algonkinspråk och var en gång det mest talade språket i norra delen av Nordamerika. Idag talar dock många cree franska och engelska mer obehindrat än sitt ursprungsspråk.

## USA
Innan franska och engelska bosättare började strömma in på creeindianernas traditionella marker, var cree skickliga buffeljägare och allierade med siouxfolket assiniboine. Idag lever större delen av creeindianerna i USA tillsammans med just ojibwa i indianreservatet Rocky Boy Indian Reservation.

## Kanada

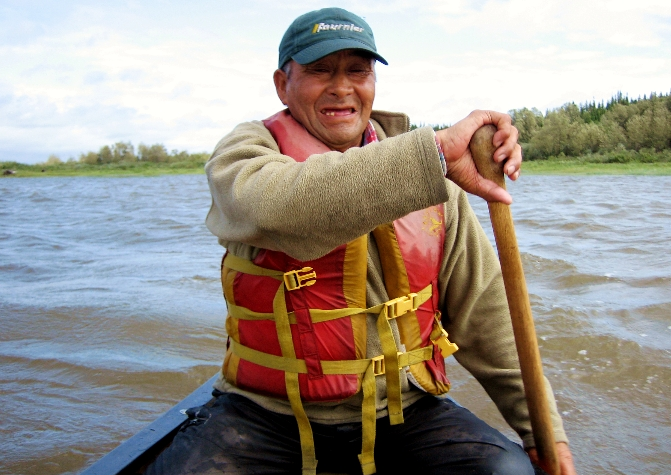
Cree, Old Nemaska 2006.

Cree är den största gruppen First Nations i Kanada med mer än 200 000 medlemmar. Att antalet medlemmar är så stort beror förmodligen till stor del på deras traditionella öppenhet gentemot giftermål mellan medlemmar av olika stammar. Den största creestammen, även den näst största First Nations-stammen i Kanada efter Six Nations Iroquois, är Lac La Ronge Band i norra Saskatchewan. Métis är en grupp med blandat cree och europeiskt ursprung. I vidare bemärkelse kan termen avse alla människor med blandat ursprung från något amerikanskt ursprungsfolk och något europeiskt land.
Grand Council of the Crees i Québec kallar sitt hemland för Eeyou Istchee ("Folkets land").

## Trosföreställningar
Creenationerna i Kanadas skogar och USA:s slätter vördade andar associerade med jakten. Jordens ande var alla djurs moder. Man hade också en föreställning om ett mindre väldefinierat himmelsväsen. Naturen betraktades som en integrerad helhet där djuren kunde återge berättelser, och legender om vindarna och de fyra kardinalriktningarna var vanliga.
I crees andliga liv var en nära relation mellan förfäder och levande av stor betydelse. Förfäderna fanns alltid nära till hands och stammens shamaner intog ofta ett transtilltånd för att besöka de dödas land.
Creeindianernas mytologi förändrades i grunden sedan kontakten med europeiska bosättare och handelsmän gjorde att de övergick till jordbruk.